# Grüne Mappe
Die sogenannte Grüne Mappe wurde auf Weisung des Beauftragten für den Vierjahresplan, Generalfeldmarschall Hermann Göring, im Zusammenhang mit den Vorbereitungen für den militärischen Überfall auf die Sowjetunion vom Wirtschaftsführungsstab Ost (WiFüStabOst; Deckname „Stab Oldenburg“) im Amt des Beauftragten für den Vierjahresplan ausgearbeitet. Die darin enthaltenen Richtlinien traten am 16. Juni 1941 in Kraft. Der offizielle Titel der Schrift lautete: „Richtlinien für die Führung der Wirtschaft (Grüne Mappe), Teil I, Aufgaben und Organisation der Wirtschaft“ (Spitzname: „Grüner Esel“). Später erschien noch ein Teil II. Beide Teile wurden mehrmals aufgelegt und fanden eine weite Verbreitung.
Neben der Grünen Mappe existierte eine „Rote Mappe“ des Wehrwirtschafts- und Rüstungsamt des OKW, eine „Gelbe Mappe“ des WiFüStabOst für die Landwirtschaftsführer, eine „Blaue Mappe“ als Materialsammlung des Wirtschaftsstabes Ost sowie eine „Braune Mappe“, die für die Reichskommissare und Behörden der Zivilverwaltung vom Reichsministerium für die besetzten Ostgebiete (RMfdbO) erarbeitet wurde.

## Planungen
Entsprechend der Bedeutung, die der Eroberung der Sowjetunion in den NS-Plänen zur deutschen Vorherrschaft auf dem europäischen Kontinent und Erringung einer Stellung als Weltmacht eingeräumt wurde, war schon im Sommer 1940 mit der Bildung eines Apparats für die Ausbeutung des wirtschaftlichen Potentials der zu erobernden sowjetischen Gebiete begonnen worden. Die im Frühjahr 1941 unter der Leitung Görings vom WiFStab Ost, vom Wirtschaftsstab Ost (WiStab Ost) sowie vom Stab Alfred Rosenbergs, dem Beauftragten für die zentrale Bearbeitung der „Fragen des osteuropäischen Raumes“, direkt ausgearbeitete „Richtlinie für die Führung der Wirtschaft in den neu besetzten Ostgebieten“ („Grüne Mappe“) lag am 2. Mai 1941 dem WiFüStab Ost in einer ersten Entwurfversion vor.
Entscheidende Teile des Apparats zur Ausplünderung und Kolonisierung der Sowjetunion waren der Wirtschaftführungsstab Ost, der Wirtschaftsstab z. b. V. Oldenburg (Oldenburg-Plan) und die sogenannten Ostgesellschaften. Anfang Januar 1941 wurde im Wehrwirtschafts- und Rüstungsamt des OKW der Arbeitsstab Russland, später Wirtschaftsstab z. b. V. Oldenburg, gebildet, der die vorhandenen Angaben über das sowjetische Wirtschaftspotential aufbereiten sollte.
Im März 1941 wurde beschlossen, die Leitung der Organisation dem WiFStab Ost zu übertragen, dem Göring und als Stellvertreter der Staatssekretär Paul Körner (Amt des Beauftragten für den Vierjahresplan) vorstanden und dem Staatssekretär Herbert Backe vom Reichsministerium für Ernährung und Landwirtschaft, Staatssekretär Hermann von Hanneken vom Reichsministerium für Wirtschaft, Staatssekretär Friedrich Alpers vom Reichsforstamt, Robert Ley von der Deutschen Arbeitsfront und General Georg Thomas angehörten. Die praktische Arbeit der Wirtschaftsverwaltung auf dem Territorium lag beim Wirtschaftsrüstungsamt unter General Thomas, dem eine umfangreiche wehrwirtschaftliche Wehrmachtorganisation, der Wirtschaftsstab Ost, unter Generalleutnant Wilhelm Schubert unterstellt war.
Am 2. Mai 1941 verfasste die Vierjahresplanbehörde Görings in einer Besprechung von General Georg Thomas mit den Staatssekretären eine erste Denkschrift, in der bei der Durchführung der ins Auge gefassten Maßnahmen zur Ausbeutung der Gebiete für die Kriegswirtschaft der Hungertod von „zig Millionen Menschen“ prognostiziert wurde. Die in diesem Besprechungsprotokoll enthaltenen Überlegungen und Instruktionen mündeten am 23. Mai 1941 in die „Wirtschaftspolitischen Richtlinien“ der Gruppe Landwirtschaft innerhalb der Vierjahresplanbehörde und schließlich am 1. Juni 1941 in die so genannte „Grüne Mappe“. Die drei Dokumente gelten zusammen als Grundlage eines Hungerplans zur Dezimierung der sowjetischen Bevölkerung um bis zu 30 Millionen Menschen.

## Konkretisierungen
Bis Anfang Juni 1941 wurde der erste Entwurf der „Grünen Mappe“ nach den Richtlinien der Sitzung vom 2. Mai überarbeitet. Die „Grüne Mappe“ und die „Wirtschaftspolitischen Richtlinien für die Wirtschaftsorganisation Ost, Gruppe Landwirtschaft“ vom 23. Mai 1941 ergaben ein Bild von den ökonomischen Planungen. In dem Abschnitt „Die Wirtschaftlichen Hauptaufgaben“ hieß es in der „Grünen Mappe“: „I. Nach den vom Führer gegebenen Befehlen sind alle Maßnahmen zu treffen, die notwendig sind, um die sofortige und höchstmögliche Ausnutzung der besetzten Gebiete zugunsten Deutschlands herbeizuführen. Dagegen sind alle Maßnahmen zu unterlassen oder zurückzustellen, die dieses Ziel gefährden könnten. II. Die Ausnutzung der neu zu besetzenden Gebiete hat sich in erster Linie auf den Gebieten der Ernährungs- und Mineralölwirtschaft zu vollziehen. Soviel wie möglich Lebensmittel und Mineralöl für Deutschland zu gewinnen ist das wirtschaftliche Hauptziel der Aktion“. Die die Ernährungswirtschaft betreffenden Teile der „Grünen Mappe“ wurden (so der langjährige wissenschaftliche Direktor am Militärgeschichtlichen Forschungsamt, Hans-Erich Volkmann) hauptsächlich von Ernährungsstaatssekretär Herbert Backe und dessen Ministerialdirektor Hans-Joachim Riecke ausgearbeitet.
Für das „dritte und eventuell weitere Kriegsjahr“ sollte die Wehrmacht aus dem besetzten Gebiet heraus versorgt und Deutschland mit Lebensmitteln und Rohstoffen beliefert werden. Die europäischen Teile der UdSSR sollten auf den Status einer Kolonie herabgedrückt werden. Es war beabsichtigt, die nördlichen Gebiete der UdSSR, ein landwirtschaftliches Zuschussgebiet, von den südlichen landwirtschaftlichen Überschussgebieten hermetisch abzuriegeln. „Daraus folgt zwangsläufig ein Absterben sowohl der Industrie wie eines großen Teils der Menschen in den bisherigen Zuschußgebieten“, wurde mit brutaler Offenheit in den Dokumenten vom 23. Mai 1941 festgestellt. Von diesen Richtlinien Backes unterschied sich die „Grüne Mappe“ graduell dadurch, dass sie zum einen die sowjetische Bevölkerung in stärkerem Maße zur Zwangsarbeit heranziehen wollte und zum anderen beabsichtigte, „auf die Ausnutzung der industriellen Kapazitäten des Nordens, beispielsweise Leningrads, nicht unter allen Umständen zu verzichten“. Insgesamt galt aber: „Nur diejenigen Gebiete werden wirtschaftlich gefördert […], in denen bedeutende Ernährungs- und Mineralölreserven für uns erschlossen werden können.“
Getreide, Vieh, Öl- und Faserpflanzen sollten aus den nördlichen Gebieten requiriert werden. Weiter war beabsichtigt, die sowjetische Fischereiflotte des Weißen Meeres nach dem besetzten Norwegen zu überführen und für Deutschland einzusetzen. Für die südlichen Gebiete der UdSSR einschließlich des Erdölreviers von Baku galt der Grundsatz, die fehlenden „Überseeeinfuhren durch Einfuhren aus dem Osten“ zu ersetzen. Es war vorgesehen, mit kolonialen Methoden in einer Art Plantagenwirtschaft die Landwirtschaft und die Rohstoffgewinnung in der Industrie zu betreiben. Durch einen Sonderbefehl vom 29. Juni 1941 wurde Göring von Adolf Hitler mit außerordentlichen Vollmachten zur Leitung des Apparats zur Ausplünderung und Kolonisierung der UdSSR versehen.

## Juristische Aufarbeitung
In den Nürnberger Prozessen wurde Hermann Görings Verantwortung für die Erstellung der Grünen Mappe als Straftatbestand zur Vorbereitung und Ausführung der Plünderung bzw. der Zwangsarbeit als Kriegsverbrechen verurteilt. Die dort festgehaltene Entscheidung Görings zur Umleitung von Lebensmitteln aus den besetzten Ostgebieten für die Zwecke von Wehrmacht und deutscher Bevölkerung, die den Hungertod von Millionen Menschen in den besetzten Gebieten bedeutete, wurde explizit als einer der Gründe für das Todesurteil gegen Göring genannt.